# TOI-700 b

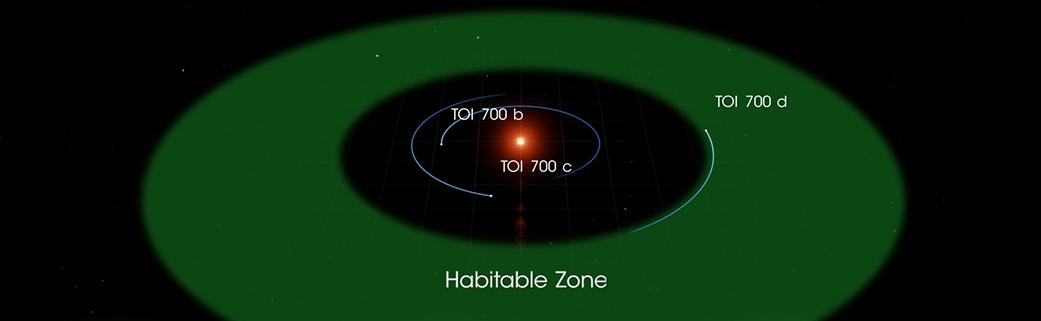
TOI-700の惑星系とハビタブルゾーンの位置

TOI-700 bとは、かじき座の方向に約101.5光年離れた場所に位置する、恒星TOI-700を公転する太陽系外惑星である。TOI 700 bと表記されることもある。

## 発見
2020年1月にハワイのホノルルで開催された「アメリカ天文学会第235回会合」にて、アメリカ航空宇宙局（NASA）が打ち上げた太陽系外惑星探索衛星TESSによる観測データから、TOI-700 bを含むTOI-700を公転する3つの惑星を発見したと発表された。
TOI-700 bは惑星が主星の手前を通過（トランジット）することによる定期的な主星の見かけの明るさの減光から惑星を発見するトランジット法によって発見された。

## 特徴
| 地球 | TOI-700 b |
| ---- | --------- |
| 地球 | Exoplanet |

TOI-700 bは地球とほぼ同じ大きさを持つ地球型惑星であるとされているが、主星に近いため液体の水が存在することはできない。表面温度は144 °Cと推定されている。質量は正確には分かっていないが、2017年に発表された「Forecaster」と呼ばれるモデルを用いたところ、地球の1.07倍の質量を持つと推測されている。
公転周期は約10日で、TOI-700系を公転する3つの惑星の中で最も内側を公転している。TOI-700系の3つの惑星はすべて潮汐固定されている可能性があることが言及されている。